# うさぎ座ベータ星
うさぎ座β星 (うさぎざベータせい、β Leporis / β Lep) は、うさぎ座で2番目に明るい恒星で3等星。

## 概要
黄色の輝巨星で多重星である。このうち2.5秒だけ離れた位置にある恒星とは連星系を成している。この伴星自体が7等から11等まで変光する食変光星である可能性が示唆されているが定かではない。

## 名称
固有名のニハル (Nihal) は、アラビア語で「のどの渇きを癒し始めたラクダたち」という意味の al-nihāl に由来する。これは元々、α星、β星、γ星、δ星からなるアラビアのアステリズムの名前がβ星の名前とされたものである。2016年7月20日に国際天文学連合の恒星の命名に関するワーキンググループ (Working Group on Star Names, WGSN) は、Nihalをうさぎ座β星の固有名として承認した。
誤読からNibalと綴られることもあった。